# Гнеј Корнелије Лентул
Гнеј Корнелије Лентул је био римски политичар, конзул 97. п. н. е.

## Биографија
Гнеј је био син истоименог конзула Гнеј Корнелије Лентул. Године 100. п. н. е. изабран је на функцију претора. Године 97. п. н. е. вршио је функцију конзула. Његов колега био је Публије Лициније Крас Див. Током Корнелијевог конзулата донета је забрана приношења људских жртава указом Сената. О његовом каснијем животу нема података. 